# Anaglyptus gibbosus
Anaglyptus gibbosus es una especie de escarabajo longicornio del género Anaglyptus, tribu Anaglyptini. Fue descrita científicamente por Fabricius en 1787.
Se distribuye por Argelia, Bosnia y Herzegovina, Croacia, España, Francia, Italia, Marruecos, Serbia, Eslovenia y Suiza. Mide 9-14,5 milímetros de longitud. El período de vuelo ocurre en los meses de abril, mayo y junio.